# NGC 5880
NGC 5880 (również PGC 54427) – galaktyka soczewkowata (S0), znajdująca się w gwiazdozbiorze Wagi. Odkrył ją Francis Leavenworth 6 czerwca 1885 roku.